# GOG Håndbold
GOG Håndbold, under en tid GOG Svendborg TGI (2005–2010), är en handbollsklubb från byarna Gudme, Oure och Gudbjerg på ön Fyn i Danmark, bildad den 1 maj 1973 genom en sammanslagning av de två klubbarna Gudbjerg Håndbold och OG Håndbold. Den är en av Danmarks mest framgångsrika klubbar genom tiderna, med stora framgångar på både dam- och herrsidan.

## Historia

### GOG
GOG bildades den 1 maj 1973 genom en sammanslagning av de två klubbarna Gudbjerg Håndbold och OG Håndbold.
Damlaget gick upp i högsta serien 1985. Under början av 1990-talet var laget en maktfaktor, med fyra raka DM-guld (1990, 1991, 1992 och 1993).
1987 kvalificerade herrlaget sig för herrarnas högsta serie. Från 1992 till 2004 vann de sex DM-guld (1992, 1995, 1996, 1998, 2000 och 2004).

### GOG Svendborg TGI
2005 slogs GOG ihop med Svendborg TGI (Tved Gymnastik og Idrætsforening, Tved GI) och bildade GOG Svendborg TGI. Laget var under några säsonger ett av Danmarks främsta, med DM-guld 2007 som kronan på verket. Men den 26 januari 2010 begärdes laget i konkurs. Året dessförinnan hade damlaget dragit sig ur och blivit självständigt under namnet Odense GOG (senare HC Odense).

### GOG igen
Den 18 mars 2010 bildades "GOG 2010 A/S" (GOG Håndbold). Säsongen 2010/2011 började laget om i division 2. Säsongen 2013/2014 var GOG tillbaka i herrehåndboldligaen, Danmarks högsta liga på herrsidan.

## Spelartrupp 2022/23
| Nr | Land      | Pos | Namn                     |
| -- | --------- | --- | ------------------------ |
|    | Sverige   | MV  | Tobias Thulin            |
|    | Danmark   | MV  | Mathias Rex              |
|    | Danmark   | V6  | Joachim Lyng Als         |
|    | Danmark   | V9  | Nicolai Nygaard Pedersen |
|    | Danmark   | M9  | Lauritz Reinholdt Legér  |
|    | Danmark   | H9  | Hjalte Lykke             |
|    | Danmark   | H6  | Oskar Vind Rasmussen     |
|    | Slovenien | H9  | Nejc Cehte               |
| 2  | Danmark   | M9  | Simon Pytlick            |

| Nr | Land    | Pos | Namn                   |
| -- | ------- | --- | ---------------------- |
| 9  | Sverige | V6  | Jerry Tollbring        |
| 11 | Danmark | H9  | Emil Madsen            |
| 14 | Danmark | M6  | Lukas Jørgensen        |
| 21 | Danmark | H6  | Kasper Emil Kildelund  |
| 22 | Danmark | M6  | Anders Zachariassen    |
| 34 | Danmark | M9  | Morten Olsen           |
| 43 | Danmark | V6  | Emil La Cour Andersen  |
| 77 | Danmark | V9  | Frederik Kiehn Clausen |

## Meriter

### Herrar
- Danska mästare: 9 (1992, 1995, 1996, 1998, 2000, 2004, 2007, 2022, 2023)
  - Silver: 1988, 1989, 1991, 1993, 1994, 2001, 2006, 2008, 2019, 2020
  - Brons: 1990, 1997, 2002, 2003, 2015, 2016, 2018, 2021
- Danska cupmästare: 11 (1990, 1991, 1992, 1995, 1996, 1997, 2002, 2003, 2005, 2019, 2022)
  - Silver: 1993, 2001, 2007, 2008, 2021
- Danska supercupmästare: 1 (2023)
  - Silver: 2019, 2020, 2022

## Spelare i urval

### Damer
- Ragnhild Aamodt
- Ditte Andersen
- Olga Assink
- Susanne Astrup Madsen
- Heidi Bruun
- Tina Bøttzau
- Kathrine Heindahl
- Anette Hovind Johansen
- Rikke Hørlykke
- Line Jørgensen
- Anna Karejeva
- Maibritt Kviesgaard
- Winnie Mølgaard
- Lene Lund Nielsen
- Gitte Madsen
- Mette Sjøberg
- Gitte Sunesen
- Inna Suslina

### Herrar
- Oscar Bergendahl (2018–2022)
- Joachim Boldsen (1997–1999)
- Klavs Bruun Jørgensen (2003–2007)
- Espen Christensen (2015–2017)
- Anders Eggert (2003–2006)
- Ole Erevik (2017–2018)
- Mathias Gidsel (2017–2022)
- Snorri Guðjónsson (2007–2009, 2012–2014)
- Ásgeir Örn Hallgrímsson (2007–2010)
- Mikkel Hansen (2005–2008)
- Nikolaj Jacobsen (–1997)
- Emil Jakobsen (2016–2021)
- Magnus Jernemyr (2007–2008)
- Torsten Laen (1997–2007, 2016–2018)
- Niklas Landin (2006–2010)
- Kevin Møller (2011–2014)
- Thomas Mogensen (2003–2007)
- Kasper Nielsen (1997–2001, 2002–2005, 2008–2010)
- Fredrik Petersen (2006–2010)
- Josef Pujol (2018–2020)
- Søren Stryger (1999–2001)
- Lasse Svan (2002–2008)
- Jerry Tollbring (2021–2023)